# Trumsdorf
Trumsdorf (oberfränkisch: Drumes-doaf) ist ein Gemeindeteil des Marktes Thurnau im oberfränkischen Landkreis Kulmbach in Bayern. Trumsdorf liegt in der Gemarkung Alladorf.

## Geographie
Das Pfarrdorf liegt im Tal der Lochau am nördlichen Rand der Fränkischen Schweiz mit den Anhöhen Busbacher Berg (569 m ü. NHN, 1,4 km östlich), Krähenberg (559 m ü. NHN, 1,5 km nordwestlich), Zolperleite (544 m ü. NHN, 0,8 km südwestlich) und Burgstall (543 m ü. NHN, 1,4 km westlich). Die Kreisstraße BT 44/KU 7 führt nach Schönfeld zur Bundesstraße 22 (2,3 km südwestlich) bzw. nach Alladorf (1,3 km nördlich).

## Geschichte
Trumsdorf ist ein altes Pfarrdorf, zu dessen Pfarrei die Orte Alladorf, Tannfeld und Lochau gehören. Bereits im 9. Jahrhundert hatte Trumsdorf den Zehnten (Geldwert) an Würzburg zu zahlen. Eine Nachbildung des Erzengels Michael, veranlasst durch Pfarrer Schmidt, bereichert wieder die alte gotische Kirche.
1121/22 wurde der Ort als „Drunesdorf“ erstmals urkundlich erwähnt. Udalrich Walpoto schenkte dem Kloster Michelsberg mehrere Güter, darunter auch Güter des besagten Ortes. 1317 wurde der Ort „Trunsdorf“ genannt, 1388 erstmals in der heutigen Form „Trumsdorf“. Das Bestimmungswort ist der Personenname Druon. Mit dem Personennamen wurde wahrscheinlich der Gründer der Siedlung angegeben.
Gegen Ende des 18. Jahrhunderts gab es in Trumsdorf 21 Anwesen. Das Hochgericht übte das bayreuthische Vogteiamt Wonsees aus. Die Dorf- und Gemeindeherrschaft hatte das Kastenamt Sanspareil. Grundherren waren
- das Fürstentum Bayreuth (14 Anwesen; Kastenamt Sanspareil: 1 Höflein, 1 Halbhöflein, 2 Sölden, 1 Haus; Kanzleilehen: 1 Mühle, 1 Halbhöflein, 1 Sölde; Klosteramt Kulmbach: 1 Gut; Pfarrei Trumsdorf: 2 Viertelhöfe, 1 Gut, 1 Söldengut, 1 Tropfhaus),
- das Rittergut Sachsendorf (2 Halbhöfe, 1 Söldengut),
- das Rittergut Truppach (1 Halbhof),
- das Seniorat v. Guttenberg-Guttenberg (1 Tropfhaus),
- das bambergische Amt Hollfeld (Pfarrei Schönfeld: 1 Hof, 1 Söldengut).

Außerdem gab es noch 1 Kirche, 1 Pfarrhaus, 1 Schulhaus und 1 Gemeindehirtenhaus.
Von 1797 bis 1810 unterstand der Ort dem Justiz- und Kammeramt Sanspareil. Mit dem Gemeindeedikt wurde Trumsdorf 1811 dem Steuerdistrikt Alladorf und 1818 der Ruralgemeinde Alladorf zugewiesen. Am 1. Juli 1975 wurde Trumsdorf im Zuge der Gebietsreform in Bayern in den Markt Thurnau eingegliedert.

### Baudenkmäler
- Haus Nr. 12: Bauernhof
- Haus Nr. 16, 17, 29: Türgewände
- Haus Nr. 19, 22, 24: Wohnstallhäuser
- Haus Nr. 29: St. Michael, evangelisch-lutherische Pfarrkirche
- Pfarrhaus: 1575 errichtet; unter Markgraf Friedrich Christian 1763–69 erneuert. Zweigeschossiger gestreckter Bau von drei zu fünf Achsen; Westfront aus Sandsteinquadern, mit verschiefertem Giebel; Obergeschoss mit Fachwerk unter Putz, südlich Holzgalerie. Südportal mit profilierter Rahmung, am Schlussstein Monogramm „FC“ und Fürstenhut.[10]
- Friedhof
- Scheune

### Einwohnerentwicklung
| Jahr      | 001809 | 001818 | 001861 | 001871 | 001885 | 001900 | 001925 | 001950 | 001961 | 001970 | 001987 |
| Einwohner | 133    | 128    | 164    | 171    | 171    | 146    | 146    | 148    | 121    | 117    | 87     |
| Häuser    |        | 24     |        |        | 28     | 26     | 25     | 26     | 27     |        | 26     |
| Quelle    | [ 12 ] | [ 8 ]  | [ 13 ] | [ 14 ] | [ 15 ] | [ 16 ] | [ 17 ] | [ 18 ] | [ 19 ] | [ 20 ] | [ 1 ]  |

## Religion
Der Ort ist seit der Reformation evangelisch-lutherisch geprägt und nach St. Michael (Trumsdorf) gepfarrt.